# تلماتوسکوپوس المپیا
تلماتوسکوپوس المپیا گونه‌ای مگس است که به تیره مگس راه‌آب تعلق دارد.

## توزیع جغرافیایی
زیستگاه در شمال آمریکا: کالیفرنیا.
1. ↑  Quate, L.W. , 1955. A revision of the  Psychodidae  ( Diptera ) in America north of Mexico. U. Calif. Publ. Ent. 10:103-273.
2. ↑  Flyfishing Entomology - North American Aquatic True Flies (انگلیسی)
3. ↑  Global Species بایگانی‌شده  در ۴ نوامبر ۲۰۱۹ توسط Wayback Machine (انگلیسی)

مشارکت‌کنندگان ویکی‌پدیا. «Telmatoscopus olympia». در دانشنامهٔ ویکی‌پدیای سوئدی، بازبینی‌شده در ۱۲ نوامبر ۲۰۱۹.